# Sauris lobata
Sauris lobata là một loài bướm đêm trong họ Geometridae.